# Ahmad Granj
Ahmad ibn Ibrahim al-Ghazi (arapski: أحمد بن إبراهيم ال غازي) (oko 1507. – 21. veljače 1543.) zvani Osvajač ili Ahmad Granj (Granj mu je bio nadimak, a značio je ljevoruki i na somalskom - Gurej i na ahmarskom Gragn ) bio je imam i general Sultanata Adal koji je napao Etiopiju i porazio nekoliko etiopskih careva, i nanio mnogo štete Etiopskom kraljevstvu. Uz pomoć vojske koja se uglavnom sastojala od Somalijaca Imam Ahmad Granj krenuo je u osvajanje Etiopije i uspio zauzeti tri četvrtine Etiopije, koja je otad bila pod vlašću muslimanskog Sultanata Adal za vrijeme etiopsko-adalskog rata 1529. – 1543.

## Etničko porijeklo Ahmada Granja
Do nedavno se držalo da je Imam Ahmad Granj bio  etiopski arap, danas pak prevladava mišljenje da je bio Somalac.

## Granjova mladost
Ahmad Granj rođen je u blizini Zeile, lučkog grada smještenog u sjeverozapadnoj Somaliji (tada dijelu Sultanata Adal, muslimanske države vazala kršćanske Etiopije). Mladi Ahmad oženio je kćer vladara (mahfuza) Zeile. - Bati del Vambara. Mahfuz Zeile ubijen je 1517. po povratku iz rata protiv etiopskog cara Lebna Dengela. Sultanat Adal je potom potonuo u anarhiju za nekoliko godina, sve dok Imam Ahmed Granj nije uspio ubitii i posljednjeg pretendenta za vlast i preuzeti potpunu kontrolu nad Hararom i Sultanatom Adal.
U znak odmazde za prethodni napad na Sultanat Adal kojeg je izveo etiopski general Degalhan, Imam Ahmad Granj napao je 1529. prvi put Etiopiju i u bitci kod Šimbra Kure uspio pobijediti cara Lebna Dengela.

## Napad na Etiopiju
Imam Ahmad napao je ponovno  Etiopiju 1531., ovaj put uspio je potpuno razbiti vojsku cara Lebna Dengela bitci kod Amba Sela 28. listopada 1531. Granj je potom napredovao na sjever do jezera Haik i Lalibele, rušeći, paleći i pljačkajući sve na što je naišao. Potom je Granj upao u pokrajinu Tigre, tu je porazio sve etiopske snage koje su se tamo zatekle. Nakon zauzeća Aksuma, razorio je crkvu sv. Marije Sionske, u kojoj su se etiopski carevi stoljećima krunili.
Etiopljani su bili prisiljeni zatražiti pomoć od Portugala, koji su se isrcali u luci Masava 10. veljače 1541., za vrijeme vladavine etiopskog cara Asnafa Sagad I. portugalsku ekspediciju vodio je Cristóvão da Gama, ona je brojila svega 400 mušketira, uz neke obrtnike i druge civile. Da Gama i Imam Ahmed Granj sukobili su se prvi put 1. travnja 1542. u Bitci kod Jarte, kod planine Amba Alagi i jezera Ašenge.(Pokrajina Tigre). Ovdje su Portugalci prvi put upoznali Ahmada Granja, kako je zabilježio Castanhoso, njihov kroničar.
Dana 4. travnja, nakon što su dvije nepoznate vojske razmjenile poruke i ljubopitljivo se gledale nekoliko dana, da Gama je krenuo prvi u napad. Izveo je pravi pješački napad na Granjove linije obrane. Njegovi vojnici su ustrajno napredovali i uspješno odbili uzastopne valove muslimanskih kontranapada svojim mušketama i topovima. Bitka je završila nakon ranjavanja Granja u nogu, njegovi vojnici su se razbježali u paničnom bijegu, ali unatoč velikim gubicima koje su im zadavali Portugalci i njihovi etiopski saveznici, uspjeli su se prebaciti preko rijeke na sigurno.
Tijekom sljedećih nekoliko dana, Granju je stiglo pojačanje. S druge strane da Gama je bio svjestan toga da mora djelovati brzo, zato je ponovno napao Granjov logor. Ovaj put su se Granjovi vojnici borili s više odlučnosti, čak je u jednom trenutku njihova konjica skoro razbila portugalsku kolonu. No jedna slučajna eksplozija baruta toliko je preplašila konje ali i Granjove vojnike da su se ponovno panično razbježali.
Castanhoso koji je bio svjedok bitke, žalosno je zaključio "pobjeda bi bila potpuna da smo imali sto konja i dotukli bjegunce"
Pojačani dolaskom etiopske vojske vladara (negusa) Bahr Ješaka, da Gama je pokrenuo vojsku na jug na Granjove snage. Međutim, početak kišne sezone spriječio je da Gamu da i ovaj put iznenadi Ahmada Granja. Na savjet etiopske kraljice Sable Vengel, da Gama je napravio svoj zimski logor kod Vofla pored jezera Ašenge, dok je Imam njegov protivnik, napravio svoj logor na Planini Zobil. 
Naslućujući da pobjeda leži u broju vatrenog oružja kojim nerasplaže, Granj se obratio muslimanskoj braći za pomoć. Po kroničaru tih događaja opatu Joachimu le Grandu, Imam Ahmad Granj uspio je dobiti 2000 mušketira iz Arabije, nešto topova i 900 izvježbanih osmanskih vojnika. U međuvremenu, je vojska da Game spala na svega 300 mušketira. Po prekidu kišnog perioda, Ahmad Granj napao je portugalski logor i uspio pobiti gotove sve Portugalce. Teško ranjenog da Gamu i njegovih deset pratioca zarobio je i pogubio, nakon što su se oni odbili obratiti na islam.
Preživjeli portugalski mušketiri, njih 140 udružili su svoje snage s carem Asnafom Sagadom I. i koristeći se portugalskom opremom napali su Ahmada Granja 21. veljače 1543. u bitci kod Vajna Daga. U toj bitci je malobrojnija etiopsko-portugalska vojska od 9000 ljudi uspjela poraziti 15.000 boraca Imama Ahmeda Granja, u bitci je pao i Imam kojeg je ubio portugalski mušketir.
Njegova žena Bati del Wambara uspjela je pobjeći s bojišta s ostatkom turskih vojnika natrag u 
Harar, gdje je ponovno okupila njegove sljedbenike. Željela se osvetiti za njegovu pogibiju, te se zbog toga udala  za svog nećaka Nur ibn Mujahidina uz uvjet da se on mora osvetiti za smrt Ahmada Granja.
Posljedice i štetu koju je napravio Granj po Etiopiji nisu nikad zaboravljene. "Svaki 
kršćanski gorštak još uvijek u djetinstvu sluša strašne priče o Granju". tako je napisao Haile Selasije u svojim memoarima.

## Vanjske poveznice
- The Ethiopian Muslim and Christian War (1528-1560) (engl.)